# Fetter Károly
Fetter Károly (Ercsi-Szlatinapuszta, 1889. augusztus 1. – Dombóvár, 1937. október 29.) magyar szobrászművész.

## Életpálya
A Fejér vármegyei Ercsi-Szlatinapusztán született 1889. augusztus 1-jén. Édesanyja Kremmer Éva, legidősebb bátyja Géza ill. középső testvérei János és Vilmos. Édesapja id. Fetter Károly a Magyar Királyi Államvasut-nál dolgozott, korán elhunyt. Szülésznő édesanyja egyedül nevelte négy gyermekét. Alapiskoláit Dombóváron végezte. Pécsi rokonai segítségével 1902-ben Pécsre kerül mesterséget tanulni, a Zsolnay porcelángyárban címfestéssel és szobrok készítésével foglalkozott. Pécsi mestere, Apáti Abt Sándor szobrászművész javaslatára egy királyi tulajdonban levő mintázó műhelyben, 
Romániában, Bukarestben folytatta tanulmányait 1909-ben, ott a királyi család portréit mintázta. Onnan Triesztbe, majd Craiovára és 1910-ben Budapestre került Tábori nevű barátjával, ahol karikatúrákat rajzoltak a Borsszem Jankó ill. Mátyás diák nevű újságoknak. 1912-ben besorozták. Egy ütközetben szerzett tüdőlövését 1914-ben Bécsben ápolták, itt ismerte meg leendő feleségét is, aki osztrák ápolónő volt. Bécsben retusőr, címfestő és szobrász tevékenységet folytatott. 1915 és 1918 között harcolt a világháború különböző frontjain, ez nagy befolyással volt művészetére. Később katonatemetők részére reliefeket, síremlékeket készített, külföldön Haidenschaftban és Schwarzenbergben, de Magyaróvárnak is készültek hősi emlékek. 1919-ben sebesülten tért haza Dombóvárra családjával. A világot járt, széles látókörű első világháborús veterán szobrász-zseni 1937. október 29.-én hunyt el Dombóváron, öt árvát hagyva maga után. 1937. november 1.-jén, mindenszentekkor temették nagy bensőségek közepette.

## Kiállításai
- Több kiállítása is volt Pécsett - 1902-1910
- Peubert Károly festőművész és Fetter Károly szobrászművész közös kiállítása, Dombóvár - 1927[3]
- Zichy Mihály emlékkiállítás, Kaposvár - 1927
- Dunántúli Tavaszi Tárlat, Kaposvár - 1928
- Marczell György festőművész és Fetter Károly szobrászművész közös kiállítása, Dombóvár - 1930[4]

## Tagsága
- Berzsenyi Társaság - Kaposvár
- Képzőművészek Egyesülete - Pécs

## Díjak, elismerések
- Csokonai emlékplakett, Kaposvár - 1936?

## Jelentősebb alkotásai
- Jézus szíve Krisztus szobor - A dombóvári Apáczai Csere János Szakgimnázium főhomlokzatán, az iskola tornyában kiképzett fülkében található[5]
- I. világháborús emlékmű, Nemesgörzsöny - 1925[6]
- Hősök szobra Dombóvár - 1926[7][8]
- Dombormű Szepessy László tanár, költő, újságíró emlékére, Dombóvár - 1927[9]
- Az újdombóvári templom előtti kőkereszt - 1927[10]
- Hősök szobra Vásárosdombó - 1929[11]
- Szent Imre szobor Attala - 1931[12]
- Virág Ferenc  pécsi megyéspüspök mellszobra - 1932[13]
- Dombóvári Országzászló - 1936
- Kaposvári Berzsenyi Dániel-mellszobor - 1936
- Kiskunhalasi kaszárnya domborműve - ????[14]
- Ákos síremlék, Pécs - ????

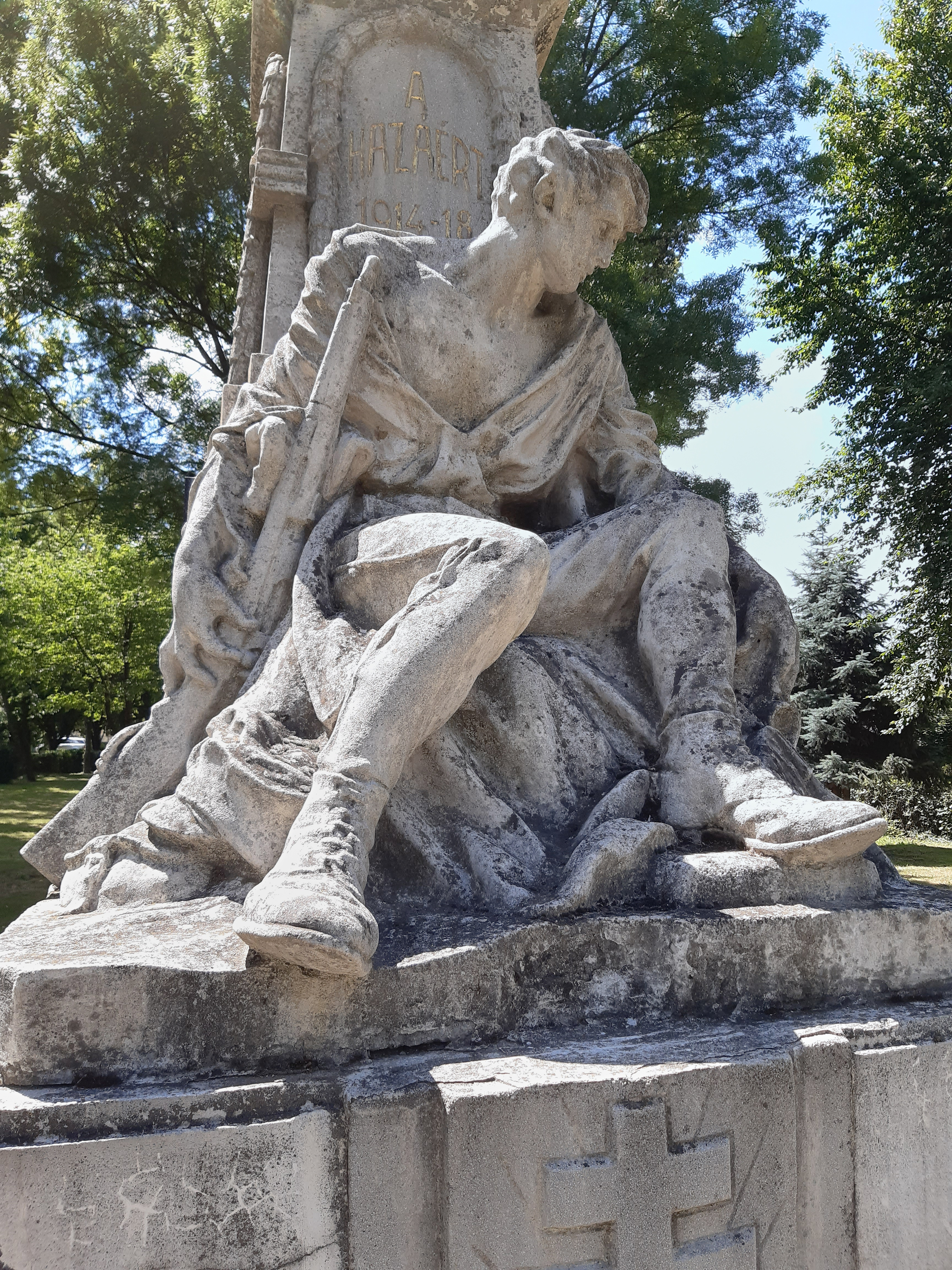
Hősök szobra, Vásárosdombó - 1929
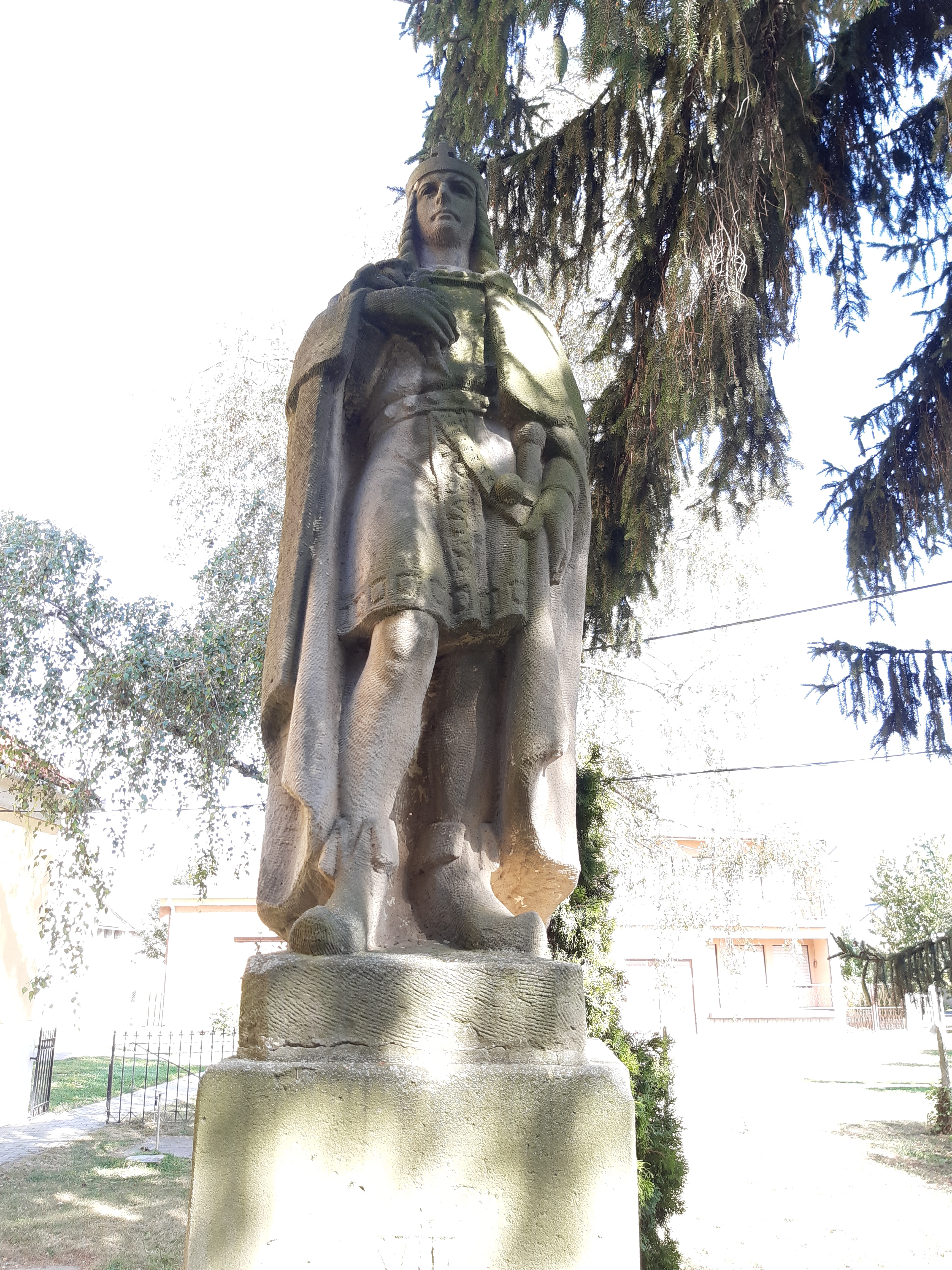
Szent Imre szobor Attalában - 1931
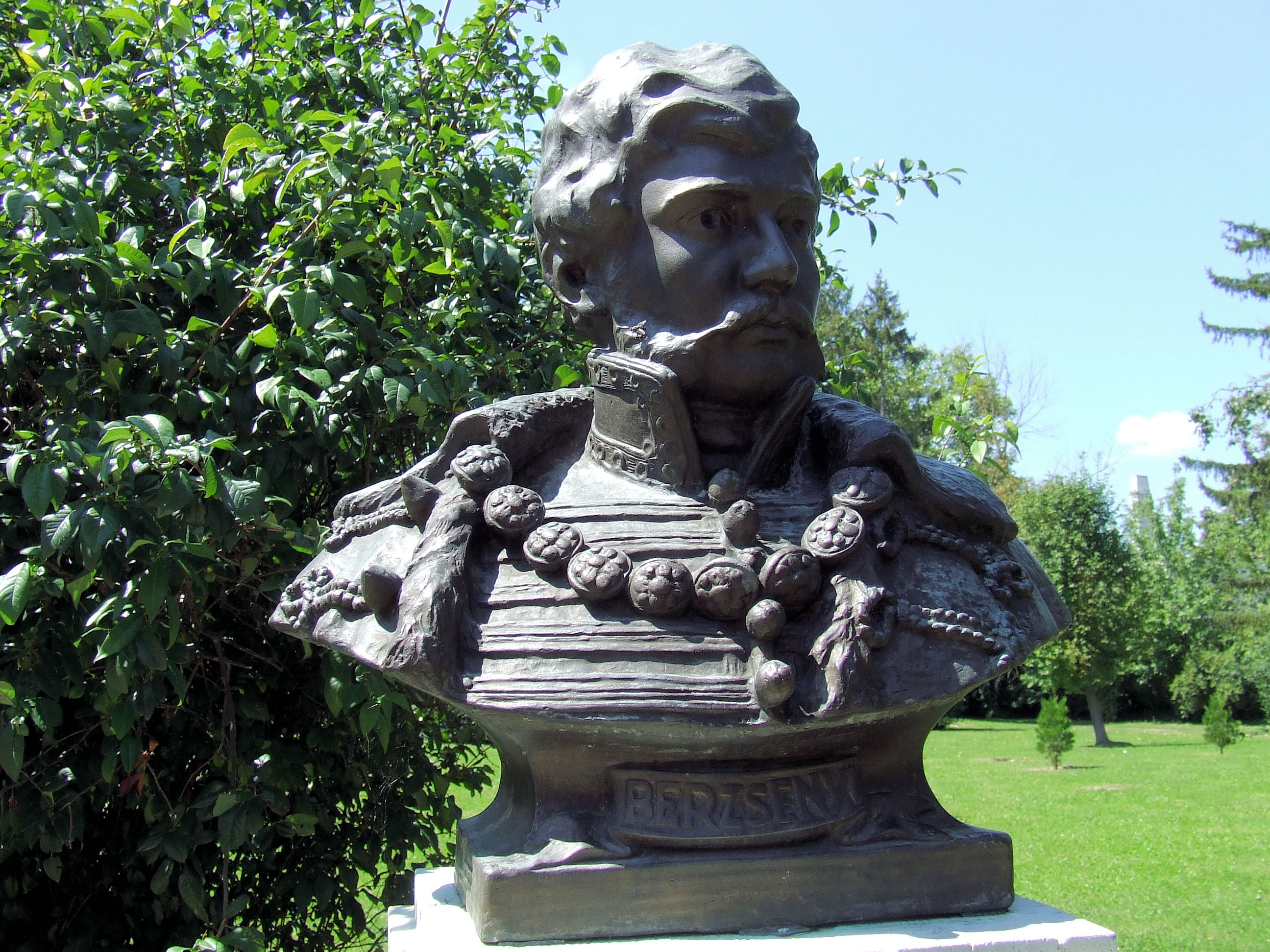
Berzsenyi Dániel mellszobra Kaposváron - 1936

### Dombóvári munkáinak galériája
Rövid életében számos kisebb műve is született: az Iparos Hősök emléktáblája, a dombóvári gimnázium árkádjai alatt az első világháborúban meghalt tanárok emlékére készített dombormű és több temetői sírkereszt.

## Emlékezete
- Kerámia portré a Dombóvári Pantheonban - Ivanich üzletház árkádjának falán Dombóváron - 2012[17]
- Sírján, a dombóvári egyházi temetőben a Dombóvári Városszépítő és Városvédő Közhasznú Egyesület emléktáblája található - 1995[18]

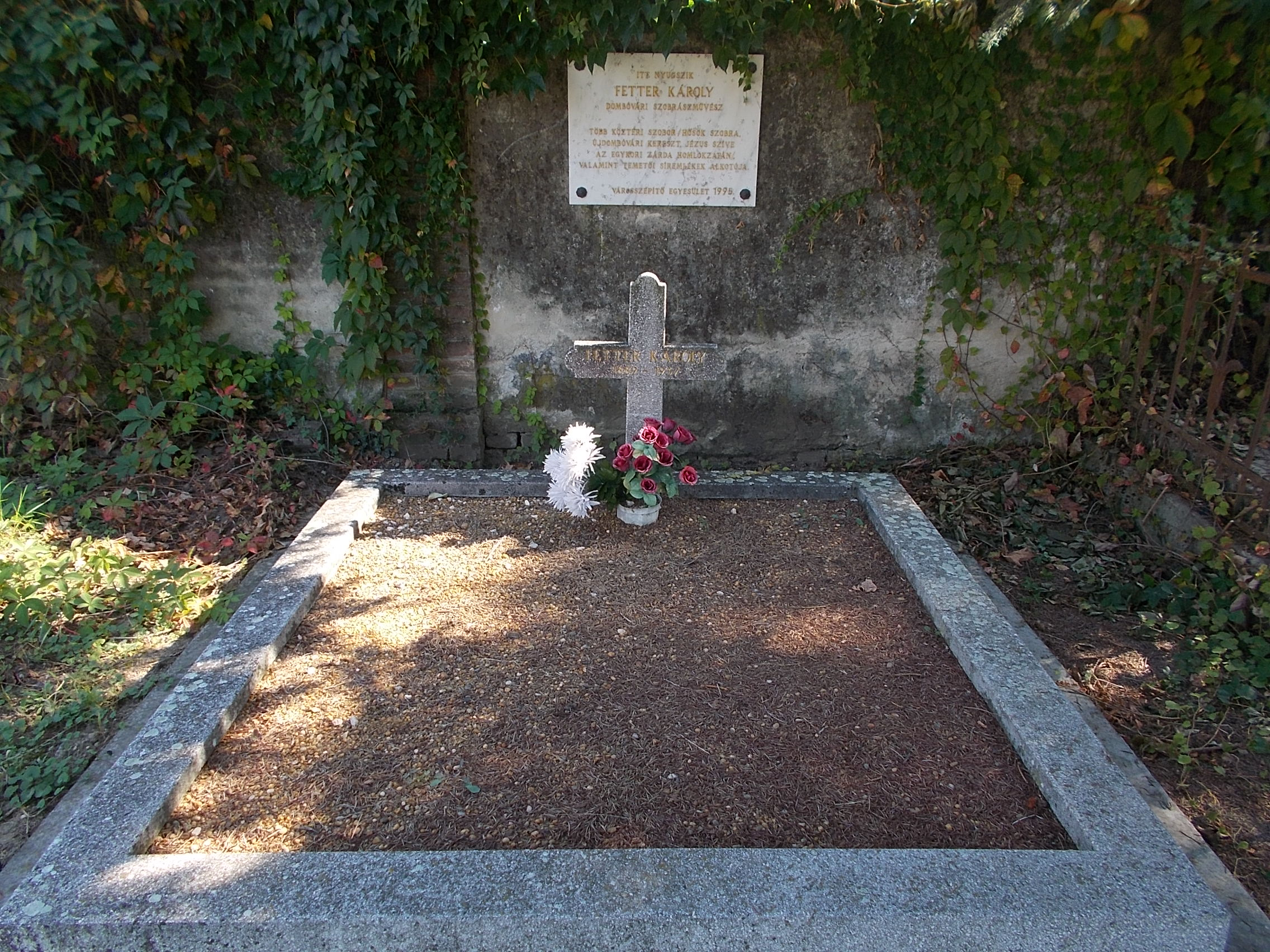
Fetter Károly szobrászművész sírja Dombóváron
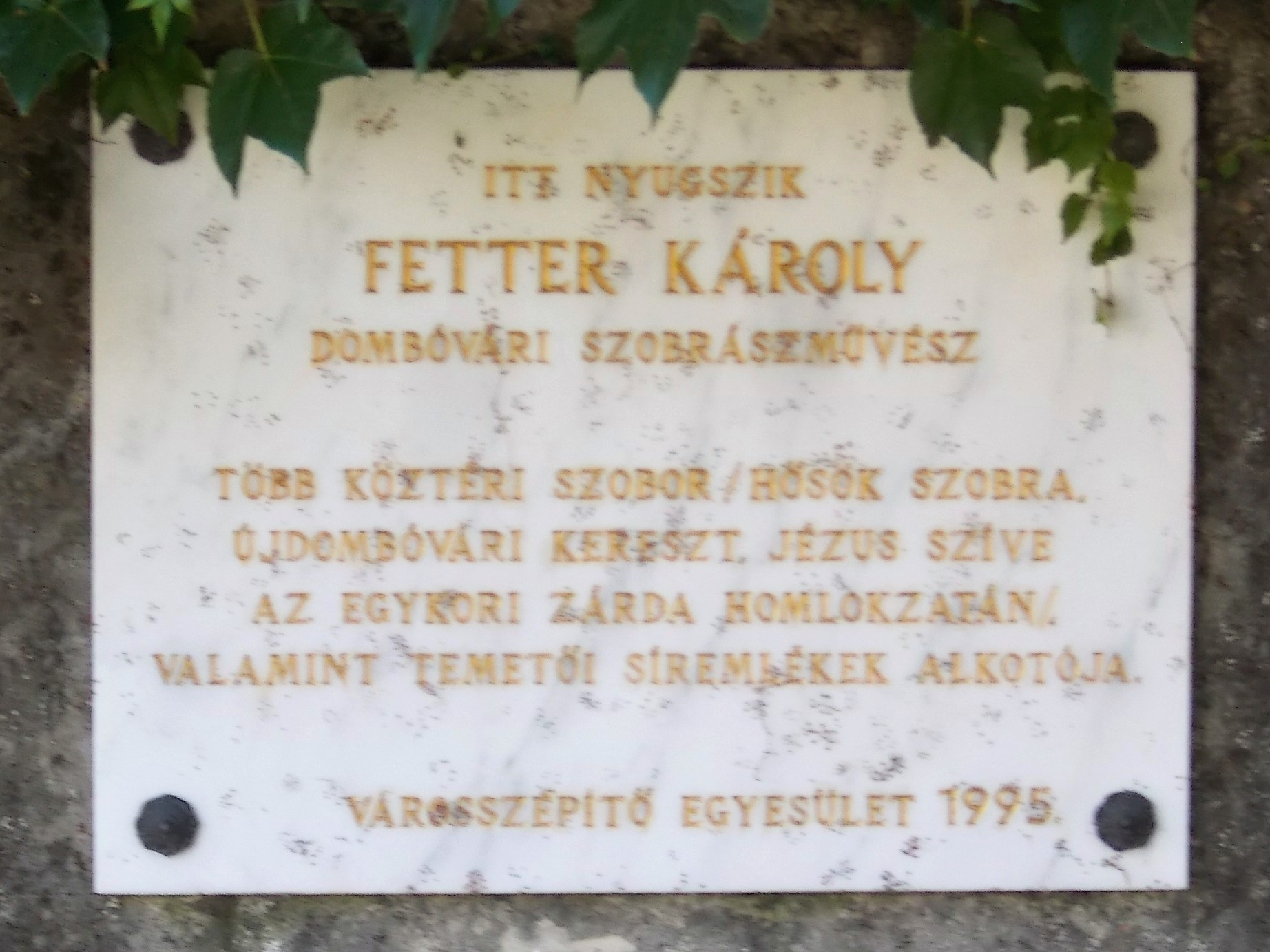
Emléktáblája
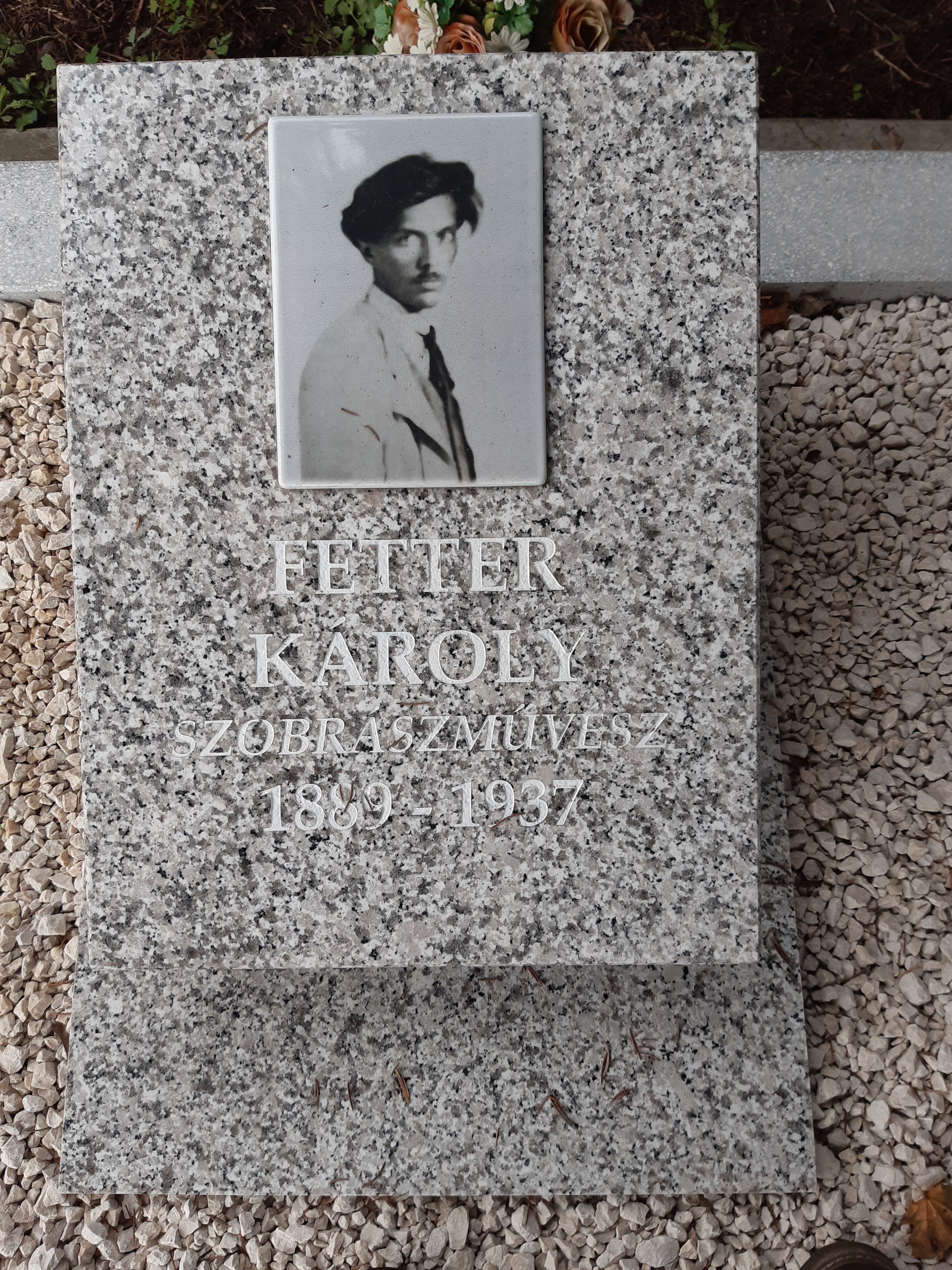
Fetter Károly szobrászművész sírjának felújítása 2022
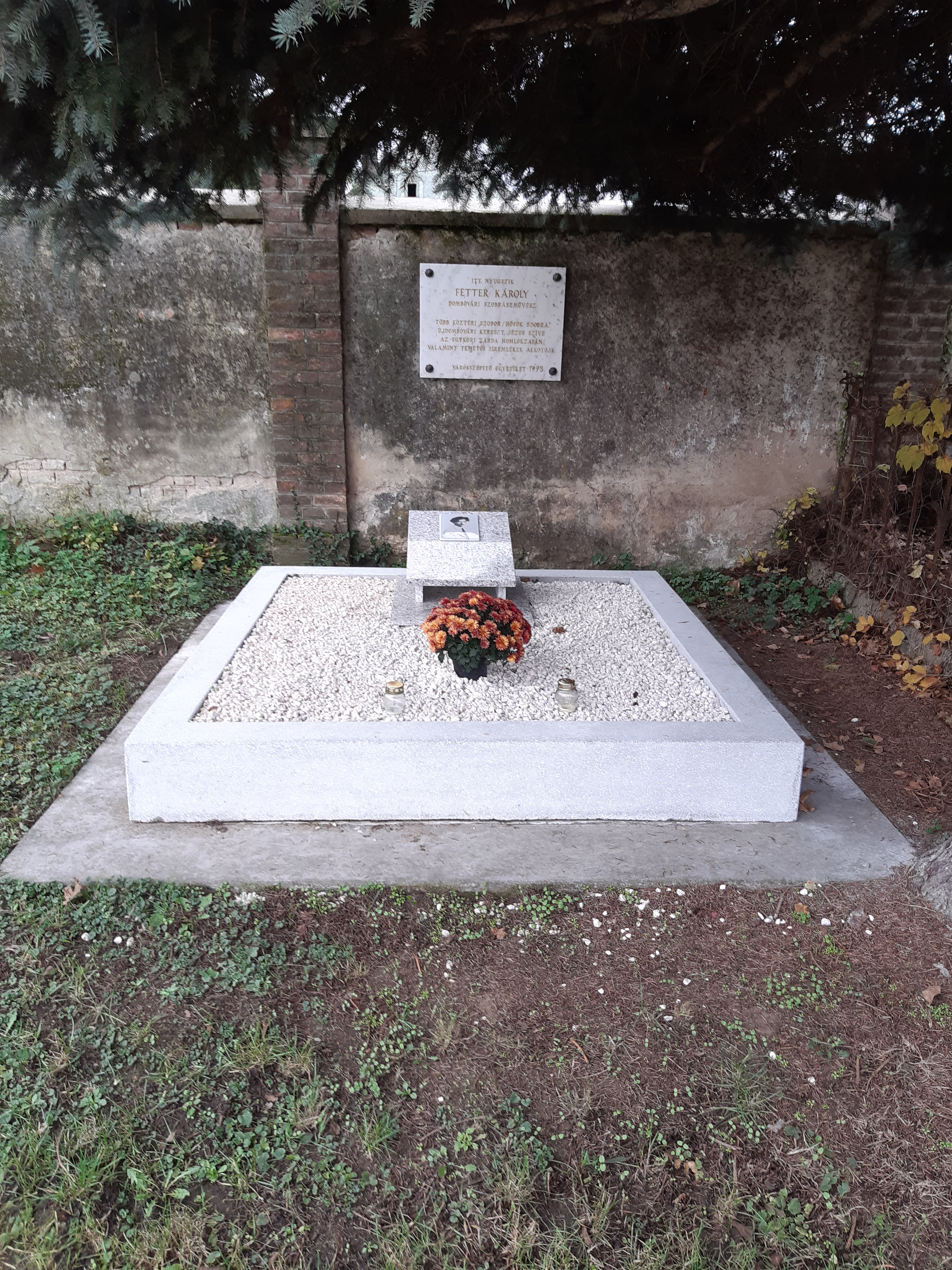
Fetter Károly szobrászművész sírjának felújítása 2022